# Kapos
Le Kapos est une rivière de l'ouest de la Hongrie.

## Géographie
Le Kapos prend sa source à Kiskorpád, en se dirigeant vers l'est atteint Kaposvár (chef-lieu du département de Somogy) et Dombóvár, où il tourne vers le nord-est jusqu'à ce qu'à proximité de Simontornya il se jette dans le Sió.